# Efluente líquido industrial
Efluente líquido industrial é o despejo líquido proveniente de um estabelecimento industrial, compreendendo emanações de processo industrial, águas de refrigeração poluídas, águas pluviais poluídas e esgoto sanitário.
As características (tanto físicas, quanto químicas ou biológicas) de efluente industrial variam de acordo com o tipo de indústria, com a matéria-prima utilizada, com a reutilização de água etc. O efluente líquido pode ser solúvel ou conter sólidos em suspensão. Tais sólidos podem ou não ter coloração, podem ser orgânicos ou inorgânicos, e ter temperatura baixa ou elevada. As formas mais comuns para caracterizar a massa líquida são as determinações físicas (temperatura, cor, turbidez, presença ou ausência de sólidos, etc.), as químicas (pH, alcalinidade, teor de matéria orgânica, etc.) e as biológicas (presença de bactérias, protozoários, vírus, etc).
Condições, parâmetros, padrões e diretrizes para gestão do lançamento de efluentes em corpos de água receptores no Brasil.

O Conselho Nacional do Meio Ambiente (CONAMA) no Brasil  através de resoluções e normas legislativas, ou mais especificamente no caso a RESOLUÇÃO N° 430, DE 13 DE MAIO DE 2011 dispõe sobre condições, parâmetros, padrões e diretrizes para gestão do lançamento de efluentes em corpos de água receptores.
Nesta mesma resolução encontra-se na Seção II as diretrizes para Condições e Padrões de lançamento de efluentes com todas as informações necessárias para tal.
Segue uma parte exemplo da constituição da informação da Seção II abaixo:
Art. 16. Os efluentes de qualquer fonte poluidora somente poderão ser lançados diretamente no corpo receptor desde que obedeçam as condições e padrões previstos neste artigo, resguardadas outras exigências cabíveis:
I - condições de lançamento de efluentes:
a) pH entre 5 a 9;
b) temperatura: inferior a 40°C, sendo que a variação de temperatura do corpo receptor não deverá exceder a 3°C no limite da zona de mistura;
c) materiais sedimentáveis: até 1 mL/L em teste de 1 hora em cone Inmhoff. Para o lançamento em lagos e lagoas, cuja velocidade de circulação seja praticamente nula, os materiais sedimentáveis deverão estar virtualmente ausentes;
d) regime de lançamento com vazão máxima de até 1,5 vez a vazão média do período de atividade diária do agente poluidor, exceto nos casos permitidos pela autoridade competente;
e) óleos e graxas: 1. óleos minerais: até 20 mg/L; 2. óleos vegetais e gorduras animais: até 50 mg/L;
f) ausência de materiais flutuantes; e
g) Demanda Bioquímica de Oxigênio (DBO 5 dias a 20°C): remoção mínima de 60% de DBO sendo que este limite só poderá ser reduzido no caso de existência de estudo de autodepuração do corpo hídrico que comprove atendimento às metas do enquadramento do corpo receptor;